# Propallene stocki
Propallene stocki är en havsspindelart som beskrevs av Fage, L. 1956. Propallene stocki ingår i släktet Propallene och familjen Callipallenidae. Inga underarter finns listade i Catalogue of Life.